# Уложение 1706 года

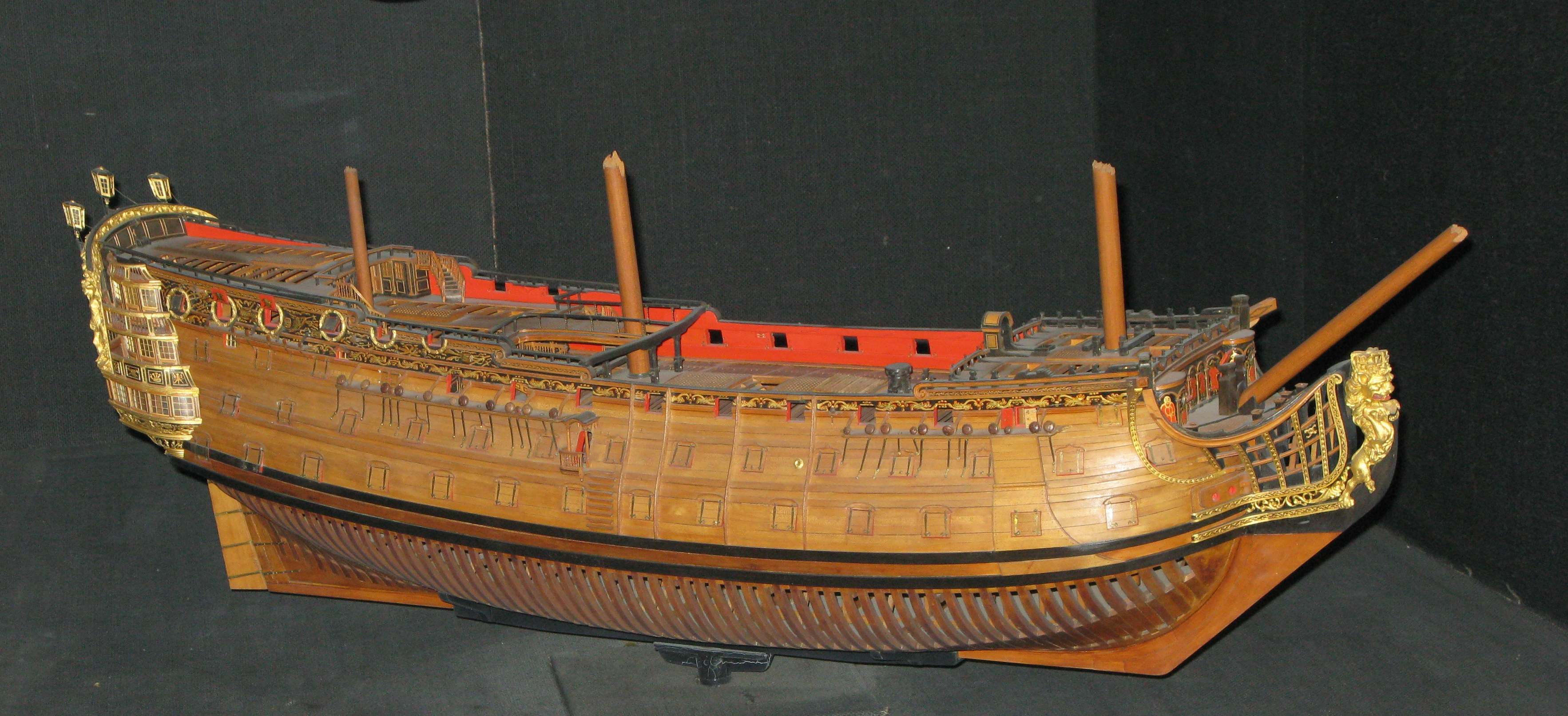
Модель 90-пушечного корабля по уложению 1706 года

Уложение 1706 года — первый нормативный документ, стандартизировавший основные размерения кораблей, строившихся для Королевского флота. Специально исключал корабли 1 ранга и малые корабли (ниже 40-пушечных). До него существовали два набора размеров, но они создавались только для отдельных кораблестроительных программ и действовали ограниченное время. В отличие от них Уложение 1706 года должно было стать постоянным.

## Происхождение
После стандартизации типов кораблей, закреплённой в системе рангов, у Адмиралтейства естественно возникла идея стандартизировать также их конструкции. При общем росте флота это обещало упрощение постройки и ремонта, и соответственно, экономию.
Первые стандартные размеры кораблей были выработаны для программы «Тридцать кораблей» 1677 года, и если эти размеры не использовались до 1695 года, то только из-за успеха конструкций 1677 года и следовательно, отсутствия необходимости их менять. Затем были установлены размеры для программы «Двадцать семь кораблей» 1691 года, предусматривавшей семнадцать 80-пушечных и десять 60-пушечных двухдечных линейных кораблей, хотя от них отказались прежде, чем программа завершилась. Последние четыре 80-пушечных корабля уже строились трёхдечными.
Истоки создания формализованного Уложения можно проследить к февралю 1705 года, когда принц Георг Датский, тогдашний Верховный лорд-адмирал, приказал Военно-морскому комитету определить набор размерений для кораблей второго ранга. Хотя корабли 2 ранга, по всей видимости, были в центре Уложения, комитету было приказано также рассмотреть размерения кораблей третьего (80 и 70 пушек), четвёртого (60 и 50 пушек) и пятого ранга (40 и 30 пушек). Корабли первого ранга не включались из-за малого их числа и большой мощи, и строились по индивидуальным проектам, а более мелкие корабли были достаточно дешевы, чтобы позволить эксперименты. В качестве основы для своих размерений Военно-морской комитет использовал существующие корабли, считавшиеся лучшими в своём классе.

## Выполнение
Военно-морской комитет выпустил размерения для 40-, 50-, 60-, 70-, 80- и 90-пушечных (для 30-пушечных кораблей этого решили не делать). Вместе с изменениями, внесёнными в последний момент адмиралом Джорджем Черчиллем, размерения были разосланы верфям, с приказом строго их соблюдать и применять для перестраиваемых, равно как и для новых кораблей.
С выполнением Уложения — первого из многих — началась пресловутая эра консерватизма в администрации флота. Хотя до следующего века не было никаких значительных технологических изменений, корабельная архитектура 1706 года постепенно устаревала. 
Поэтому в 1719 году появилось новое уложение, заменившее документ 1706 года.

## Отдельные типы кораблей

### 90-пушечные второго ранга
Семь существующих кораблей второго ранга были перестроены по Уложению 1706 года, в том числе три заказанных в 1704-1705 годах. Эти первые три были Marlborough, 1706 (перестроен из старого Saint Michael ), Blenheim, 1709 (перестроен из старой Duchess ) и Vanguard, спущенный в 1710 году. Остальные четыре корабля: Neptune 1710 года, Ossory 1711 года, Sandwich 1715 года и Barfleur 1716 года.
Эти корабли изначально были 96-пушечными, по Уложению о пушках (1703). Они были перевооружены в 90-пушечные по Уложению о пушках 1716 года, с тяжелыми 32-фн и 9-фн на гондеке и опердеке (18-фн на мидльдеке остались неизменны), но с надстроек были удалены по одной паре 6-фн, что дало:
- Шканцы — 10 х 6-фн
- Бак — 2 х 6-фн
- Кормовая галерея — нет

### 80-пушечные третьего ранга
Восемь из старого типа двухдечных 80-пушечных кораблей по Уложению 1706 года были перестроены в трёхдечные — Boyne и Humber спущены на воду в 1708 году, Russell в 1709 году, Dorsetshire в 1712 году, Newark и Shrewsbury в 1713 году, Cambridge в 1715 году и Torbay в 1719 году. Кроме того, два новых были построены по этой спецификации в качестве замены кораблей, потерянных в 1707 году — Devonshire и Cumberland, спущенные на воду в 1710 году.
Корабли были исходно вооружены 80 пушками, согласно Уложению о пушках 1703 года, как показано в таблице. Уложение о пушках 1716 года заменило 24-фн пушки на гондеке на равное число 32-фунтовых. По нему также добавили одну пару 6-фн на опердек, с удалением одной пары 6-фн со шканцев.

### 70-пушечные третьего ранга
После потери четырёх 70-пушечных в течение одной ночи во время Великого шторма 27 ноября 1703 года, всего лишь три недели спустя Королевским верфям были заказаны четыре замены — Northumberland, Resolution и Stirling Castle были спущены на воду в 1705 году и Nassau в 1707 году. Ещё четыре были заказаны в 1705−1706, опять же на верфях — Elizabeth и Restoration спущены на воду в 1706 году, а другой Resolution и Captain были заложены в 1708 году. Впоследствии ещё два корабля новой постройки (Grafton и Hampton Court) были спущены на воду в 1709, а три перестроены из существующих кораблей 3 ранга (Edgar и Yarmouth в 1709 году, а Orford в 1713) по контракту, и ещё пять были перестроены на Королевских верфях — Royal Oak, Expedition, Suffolk, Monmouth и Revenge.
Корабли исходно вооружались 70 пушками, согласно Уложению о пушках 1703, как показано в таблице. По Уложению о пушках 1716, на гондеке добавилась тринадцатая пара 24-фн, в то время как полу-кулеврины (9-фн) на опердеке были заменены на 12-фн. Дополнительная пара 6-фн была добавлена на шканцы, в то время как 3-фн с удалены с галереи, чтобы сохранить общее число пушек 70.

### 60-пушечные четвёртого ранга
Четыре 60-пушечных корабля были новой постройки — Plymouth заложен в 1708 году, Lion и Gloucester в 1709 году, а Rippon в 1712 году — в то время как четыре существующих 60-пушечных корабля перестраивались по той же спецификации начиная с 1714 года — Montagu, Medway, Kingston и Nottingham.
По Уложение о пушках 1703, корабли были вооружены 64 пушками, как показано в таблице. По Уложению о пушках 1716 заменили 18-фн на гондеке на 24-фн, а также понизили корабли до 60 пушек, удалив одну пару 6-фн со шканцев и ещё одну пару с бака, что привело к следующему составу вооружения:
- - Гондек: 24 × 24-фн
  - Опердек: 26 × 9-фн
  - Шканцы: 8 × 6-фн
  - Бак: 2 × 6-фн

### 50-пушечный четвёртого ранга
По Уложению 1706 года были построены одиннадцать новых 50-пушечных кораблей (все в качестве замены кораблей четвёртого ранга, потерянных в годы войны, с 1703 года) -Salisbury спущен на воду в 1707 году, Falmouth, Ruby, Chester и Romney в 1708 году, Pembroke в 1710 году, Bristol, Gloucester и Ormonde в 1711 году, Advice в 1712 году и Strafford в 1715 году. Другие, существующие восемь кораблей были перестроены по той же спецификации — Dragon в 1707 году, Warwick и Bonaventure в 1711 году, Assistance в 1713 году, Worcester  в 1714 году, Rochester, Panther и Dartmouth в 1716 году.
Эти корабли были исходно 54-пушечными по Уложение о пушках 1703 (см. таблицу). По Уложению о пушках 1716, они были переклассифицированы в 50-пушечные со следующим вооружением:
- - Гондек: 22 × 18-фн
  - Опердек: 22 × 9-фн
  - Шканцы: 4 × 6-фн
  - Бак: 2 × 6-фн

### 40-пушечные пятого ранга
Пятнадцать 42-пушечных кораблей были новой постройки с размерами по Уложению 1706 года — Ludlow Castle, Gosport, Portsmouth и Hastings спущены на воду в 1707 году, Pearl, Mary Galley, Sapphire и Southsea Castle в 1708 году, Enterprise, Adventure и Fowey в 1709 году, Charles Galley В 1710 году, Launceston в 1711 году, Faversham в 1712 году и Lynn в 1715 году. Два аналогичных корабля были построены инициативно подрядчиком Уильямом Джонсоном в Блэкуолле и закуплены Военно-морским комитетом — Looe в 1707 году и Diamond в 1708 году. Ещё один 40-пушечный корабль, построенный номинально по той же спецификации — Royal Anne Galley 1709 года — оказался длиннее и уже, чем остальные.
Корабли были исходно вооружены согласно Уложению о пушках 1703 (см. таблицу). По Уложению о пушках 1716, они стали 40-пушечными, со следующим вооружением:
- - Гондек: 20 × 12-фн
  - Опердек: 20 × 6-фн
  - Шканцы: нет
  - Бак: нет

### 30-пушечные пятого ранга
Хотя Уложение 1706 года никаких официальных рекомендаций для 30-пушечных кораблей не сделало, де-факто был принят набор размерений, которые использовались для постройки двух новых 32-пушечных кораблей пятого ранга (Sweepstakes в 1708 году и Scarborough в 1711), а Bedford Galley была перестроена в 1709 году в несколько меньших размерах:
- Водоизмещение: 416 17/94 тонн (прибл.)
- Длина: 108 футов (по гондеку) 
 90 футов (по килю)
- Ширина:  29 фут 6 дюйм
- Глубина интрюма: 12 фут
- Экипаж: 145 человек (110 в мирное время)
- Вооружение: 32 пушки[2]
  - Гондек: 4 × 9-фн
  - Опердек: 22 × 6-фн
  - Шканцы: 6 × 4-фн
  - Бак: нет

Уложение о пушках 1716 года понизило их вооружение до 30 пушек:
- - Гондек: 8 × 9 фунтов
  - Опердек: 20 × 6-фн
  - Шканцы: 2 × 4-фн
  - Бак: нет